# Formule van Siegel-Weil
In de getaltheorie, een deelgebied van de wiskunde, is de formule van Siegel-Weil, door André Weil in 1964 en 1965 geïntroduceerd, een uitbreiding van de resultaten van Carl Ludwig Siegel uit 1951 en 1952. De formule drukt een Eisenstein-reeks uit als een gewogen gemiddelde van thèta-reeksen van roosters in een genus, waarbij de gewichten proportioneel zijn aan de inverse van de orde van de automorfismegroep van het rooster. Voor de constante termen is dit in wezen de massaformule van Smith-Minkowski-Siegel.